# STX1B
STX1B‏ (Syntaxin 1B) هوَ بروتين يُشَفر بواسطة جين STX1B في الإنسان.